# Blepephaeus marshalli
Blepephaeus marshalli är en skalbaggsart som beskrevs av Stefan von Breuning 1935. Blepephaeus marshalli ingår i släktet Blepephaeus och familjen långhorningar. Inga underarter finns listade.